# Common People
"Common People" is een nummer van de Britse alternatieve rockband Pulp, afkomstig van het studioalbum Different Class. Het nummer is in mei 1995 op single uitgebracht en bereikte de tweede plaats in de Britse hitlijst. Ook in Noorwegen en Zweden behaalde het nummer de top 5.
Behalve de versie van Pulp, geniet ook de coverversie van William Shatner en Ben Folds de nodige bekendheid.
"Common People" is Pulps bekendste single en is opgenomen op meer dan zestien compilatiealbums. In 2006 werd een documentaire van een uur over het nummer en de culturele impact ervan uitgezonden op BBC Three. Volgens een overzicht uit 2007 van NME magazine behoort het nummer tot de drie beste "Indie Anthems" aller tijden. In april 2014 werd het nummer door luisteraars van BBC Radio 6 Music verkozen tot het favoriete britpop-nummer aller tijden.

## Hitnotering

### NPO Radio 2 Top 2000
| Nummer met noteringen in de NPO Radio 2 Top 2000 | '15  | '16  | '17  | '18-'19 | '20  | '21  | '22  | '23  | '24  |
| ------------------------------------------------ | ---- | ---- | ---- | ------- | ---- | ---- | ---- | ---- | ---- |
| Common People                                    | 1890 | 1988 | 1966 | -       | 1431 | 1735 | 1605 | 1622 | 1537 |

1. ↑  Een '-' betekent dat het nummer niet was genoteerd en een vetgedrukt getal geeft de hoogste notering aan.
2. ↑  2015 was het eerste jaar met een notering voor dit nummer.